# 鼎湖镇
鼎湖镇，是中华人民共和国江西省南昌市安义县下辖的一个乡镇级行政单位。

## 行政区划
鼎湖镇下辖以下地区：
胜利社区、城南社区、西路村、鼎湖村、炉南村、板溪村、前溪村、花园村、沙井村、湖溪村、莲花村、田埠村、中洲村、榨下村、柏树村和戴坊村。